# Danni
Danni er en tv-serie fra 2006. Den handler om en pige ved navnet Danni, hendes lillebror Dennis og de to drenge: Sebbe og Kevin.

## Handling
Sebbe og Danni løber væk hjemmefra og "kidnapper" Danni's lillebror, Dennis. Trioen skjuler sig på en forladt gård, som Danni og hendes bror har arvet fra deres fars familie, langt ude på landet. Der forsøger de at gøre det på egen hånd, men spørgsmålet er, hvor længe de kan overleve, før de bliver opdaget ... eller før Danni og Sebbe bliver forelsket.

## Medvirkende
- Emma Sehested Høeg som Danni
- Frederik Damm Wetterstein som Sebbe
- Lucas Munk Billing som Kevin
- Nikolaj Lie Kaas som Thomas, Sebbes far
- Camilla Bendix som Charlotte, Sebbes mor*
- Emil Lykke Petersen som Dennis